# Goldgrube (Berg)
Die Goldgrube ist eine 492 m ü. NHN hohe Bergkuppe im südlichen Taunus, zwei Kilometer nordwestlich der Siedlungsgrenze der Stadt Oberursel gelegen. Er befindet sich größtenteils auf der Gemarkung der Stadt Bad Homburg vor der Höhe im hessischen Hochtaunuskreis.
Der Name Goldgrube besteht erst seit dem 18. Jahrhundert und ist auf den damals wiederaufgenommenen Bergbau zurückzuführen, zuvor hieß die Bergkuppe Hangelstein.

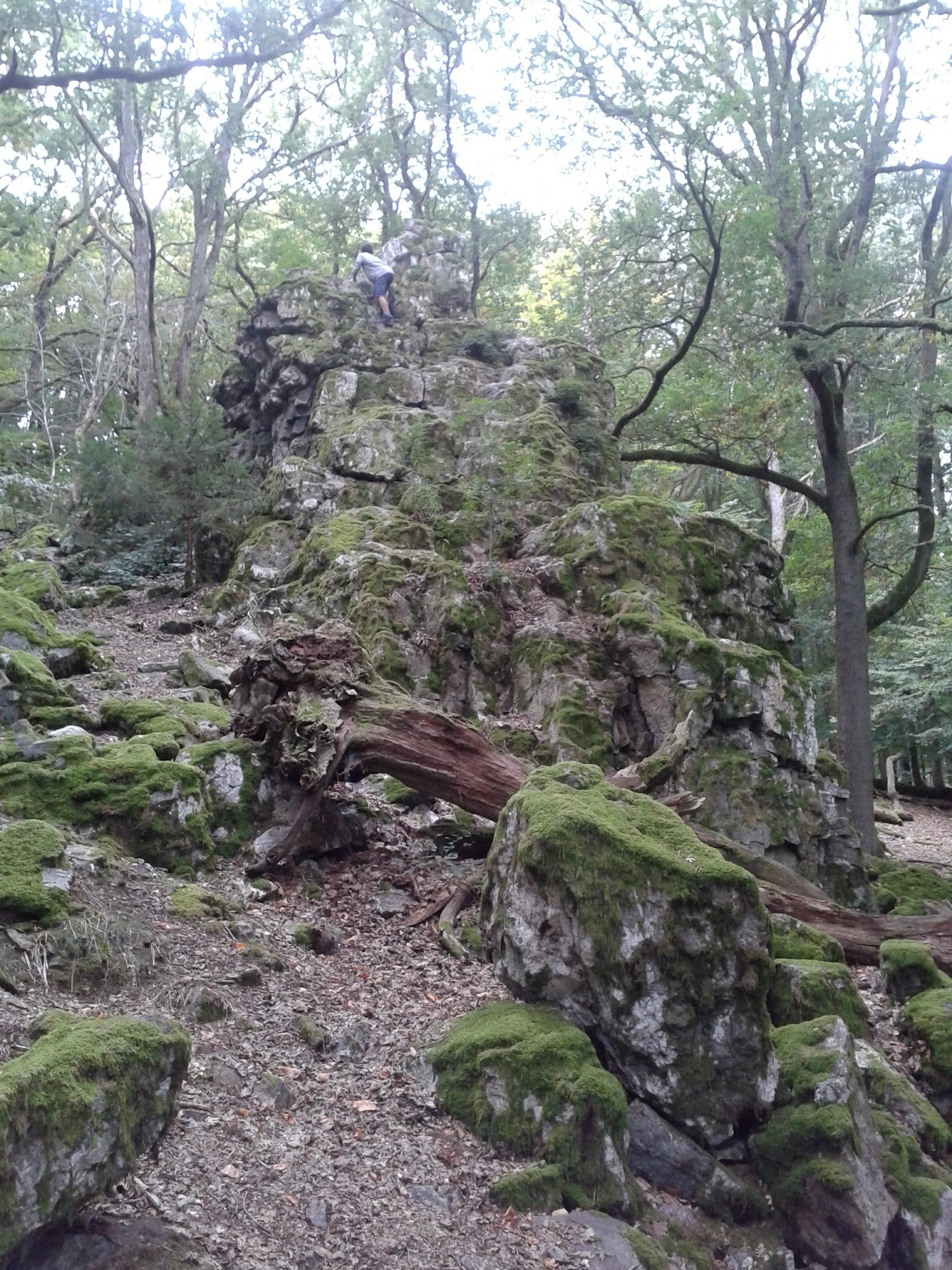
Blick von Südwesten zum Goldgrubenfelsen

Auf dem Berg befinden sich Ringwall-Anlagen, die dort von den Kelten angelegt worden sind. Die Keltensiedlung auf der Goldgrube gehört zu einer der größten Siedlungen in Europa, dem Heidetränk-Oppidum, das sich auch auf die südwestlich gelegene Talflanke des Urselbachs erstreckt  sowie auf dem benachbarten Bergrücken der Altenhöfe (575 Meter über NN).
Am Goldgrubenfelsen tritt der anstehende Taunus-Quarzit hervor, der von zahlreichen Quarzbändern durchzogen wird. Im Berg befindet sich das gleichnamige ehemalige Bergwerk Goldgrube.